# 卡特林鎮區 (伊利諾伊州弗米利恩縣)
卡特林縣區（英語：Catlin Township）是位於美國伊利諾伊州弗米利恩縣的一個行政鎮區。

## 地方資料
根據2010年美國人口普查的數據，卡特林縣區的面積為129.70平方千米，當中陸地面積為129.00平方千米，而水域面積為0.70平方千米。當地共有人口3199人，而人口密度為每平方千米24.66人。